# Mistrzostwa Ameryki Południowej w Chodzie Sportowym 2016
Mistrzostwa Ameryki Południowej w Chodzie Sportowym 2016 – zawody lekkoatletyczne, które odbyły się 3 kwietnia w ekwadorskim mieście Guayaquil. Zawody zaliczane były do cyklu IAAF Race Walking Challenge.

## Rezultaty

### Seniorzy

#### Mężczyźni
| Konkurencja:  | 1. miejsce    | Rezultat | 2. miejsce            | Rezultat | 3. miejsce               | Rezultat   |
| Chód na 20 km | Andrés Chocho | 1:24:11  | José Alessandro Bagio | 1:24:23  | John Alexander Castañeda | 1:25:13 PB |

#### Kobiety
| Konkurencja:  | 1. miejsce    | Rezultat | 2. miejsce    | Rezultat   | 3. miejsce  | Rezultat |
| Chód na 20 km | Erica de Sena | 1:34:09  | Angela Castro | 1:34:32 PB | Paola Pérez | 1:35:26  |

### Juniorzy

#### Mężczyźni
| Konkurencja:  | 1. miejsce              | Rezultat | 2. miejsce             | Rezultat | 3. miejsce   | Rezultat |
| Chód na 10 km | Pablo Armando Rodríguez | 44:21    | Jonathan Javier Amores | 44:36    | Lenin Mamani | 44:48 PB |

#### Kobiety
| Konkurencja:  | 1. miejsce             | Rezultat | 2. miejsce  | Rezultat | 3. miejsce      | Rezultat |
| Chód na 10 km | Maria Fernanda Montoya | 49:55    | Evelin Inga | 50:01    | Karla Jaramillo | 50:16    |